# 藍草音樂
蓝草音乐（英语：Bluegrass music）是1940年代在美国阿巴拉契亚地区发展起来的一种美国根源音乐流派。该流派得名于由比尔·门罗领导的乐队“比尔·门罗与蓝草男孩”。与主流乡村音乐类似，它主要源自旧时音乐，但不同之处在于传统上蓝草音乐仅使用原声乐器演奏，例如费多小提琴、曼陀林、班卓琴、吉他和低音提琴。蓝草音乐的根源融合了北欧的传统音乐（例如爱尔兰叙事曲和舞曲旋律）以及非裔美国人的音乐类型（例如蓝调和爵士乐）。在包括五弦班卓琴手厄尔·斯克鲁格斯和吉他手莱斯特·弗拉特在内的、曾与门罗合作过的音乐家们的推动下，这一流派得到了进一步的发展。比尔·门罗曾如此描述蓝草音乐：“它是卫理宗、圣洁运动和浸信会传统的一部分。它融入了蓝调和爵士，并带有一种高亢寂寥的音色。”
蓝草音乐以原声弦乐器为特色，并强调反拍节奏。这种反拍的演奏方式可以是“驱动型”（更贴近前一个低音音符）或“摇摆型”（与前一个低音音符间隔更远）。与音符通常落在节拍之后的慵懒风格蓝调形成对比，蓝草音乐中的音符通常是提前奏响的，这有助于营造其标志性的高能量感。在蓝草音乐中，如同在多数形式的爵士乐里一样，会有一位或多位乐手轮流演奏主旋律并围绕其进行即兴演奏，而其他乐手则提供伴奏；这种形式在被称为分解联奏（breakdown）的乐曲中尤为典型。这与旧时音乐不同，在旧时音乐中，所有乐手通常一同演奏旋律，或者由一件乐器始终担任主奏，其他乐器则提供伴奏。分解联奏通常具有快速的节奏和高超的乐器演奏技巧等特点，有时也包含复杂的和弦变化。

## 相關網站
- 國際藍草音樂公會 （页面存档备份，存于）
- 美國藍草音樂保護協會 （页面存档备份，存于）
- 中的“藍草音樂”